# Корощино
Корощино (укр. Корощине) — село на Украине, основано в 1906 году, находится в Олевском районе Житомирской области.
Код КОАТУУ — 1824486203. Население по переписи 2001 года составляет 743 человека. Почтовый индекс — 11032. Телефонный код — 4135. Занимает площадь 1,74 км².

## Адрес местного совета
11031, Житомирская область, Олевский р-н, с. Рудня-Быстрая, ул. Ленина, 6